# Campeonato Europeo de Rugby League 1935
El Campeonato Europeo de Rugby League de 1935 fue la primera edición del principal torneo europeo de Rugby League.

## Equipos
- Francia
- Gales
- Inglaterra

## Posiciones
| Equipo     | Encuentros | Encuentros | Encuentros | Encuentros | Tantos  | Tantos    | Tantos     | Puntos |
| Equipo     | jugados    | ganados    | empatados  | perdidos   | a favor | en contra | diferencia | Puntos |
| ---------- | ---------- | ---------- | ---------- | ---------- | ------- | --------- | ---------- | ------ |
| Inglaterra | 2          | 1          | 1          | 0          | 39      | 26        | +13        | 3      |
| Francia    | 2          | 1          | 1          | 0          | 33      | 26        | +7         | 3      |
| Gales      | 2          | 0          | 0          | 2          | 22      | 42        | -20        | 0      |

Nota: Se otorgan 2 puntos al equipo que gane un partido, 1 al que empate y 0 al que pierda.
|  | Campeón |

## Resultados
| 1 de enero | Francia | 18 - 11 | Gales |  |  |

| 28 de marzo | Francia | 15 - 15 | Inglaterra |  |  |

| 10 de abril | Inglaterra | 24 - 11 | Gales |  |  |

| Bandera de Inglaterra |
| Campeón Inglaterra    |
| Primer título         |